# Ghiacciaio Ambergris
Il ghiacciaio Ambergris (65°43′S 62°37′W) è un ghiacciaio situato sulla costa di Oscar II, nella Terra di Graham, in Antartide. Il ghiacciaio, il cui punto più alto si trova 557 m s.l.m., fluisce verso sud-sudest a partire dal monte Sara Teodora, passando fra le dorsali di Chintulov e di Valkosel  fino ad unirsi al flusso del ghiacciaio Flask, poco a ovest della dorsale di Fluke, nelle montagne di Aristotele, sulla costa di Oscar II.

## Storia
Come molte altre formazioni nella stessa zona, il nome del ghiacciaio Ambergris ha a che fare con la baleneria, il suo nome deriva infatti dall'ambergris, o ambra grigia, una sostanza secreta dall'intestino dei capodogli usata nella produzione di profumi. Tale nome gli fu assegnato dal Comitato britannico per i toponimi antartici nel 1987.